# Hyacinthe de Quatrebarbes (1785-1857)
Pour les articles homonymes, voir Hyacinthe de Quatrebarbes.
Pour les autres membres de la famille, voir Famille de Quatrebarbes.
Hyacinthe René de Quatrebarbes, né le 27 mars 1785 à Angers et mort le 11 mars 1857 à Argenton-Notre-Dame au Château de la Sionnière, est un homme politique français.

## Carrière
Il est placé en 1792 par ses parents chez des jésuites anglais à Liège. Evacué vers l'Angleterre en 1795, avec les autres élèves, lors de l'avance des armées de la Républiqe française, il ne rentre qu'en 1801, après avoir reçu une éducation britannique. Il est capitaine en second de la compagnie de Challain, dans la 1re légion de l'armée catholique et royale du Maine pendant les Cent-Jours.
Il est nommé sous-préfet de Château-Gontier le 2 aoôut 1815, en remplacement de Joseph d’Estourmel, préfet de l'Aveyron. Il est remplacé le 17 mars 1819 pour ses prises de position trop favorables aux Ultraroyalistes. Il est très engagé, un de ses premiers actes est de recommander à l'adjoint au maire de Craon de faire peser, sur les acquéreurs de biens nationaux, les réquisitions de bœufs exigés par les Prussiens.
Il est ensuite sous-préfet à Segré le 7 mars 1822, puis à Châteaudun le 21 août 1822. Il démissionne à l'arrivée de la Monarchie de Juillet en 1830, en se consacrant uniquement aux affaires locales.
Il est l'un des introducteurs de la race Durham dans l'élevage en Mayenne. Il est élu aux élections cantonales de 1848 dans la Mayenne conseiller général du canton de Bierné de 1848 jusqu'au Second Empire. Monarchiste, il refuse le serment à Napoléon III.
Il est Chevalier de la Légion d'honneur en 1831. Son frère est Théodore de Quatrebarbes, député du Maine-et-Loire.

## Famille
Membre de la famille de Quatrebarbes  (qui porte un titre de courtoisie de marquis), il est le fils de Hyacinthe-Charles-René de Quatrebarbes (1759-1835), militaire, maire d'Argenton-Notre-Dame et de Marie Leroy de la Potherie. Il épouse en 1810 Catherine Gaudicher de Princé (1791-1847), dont  7 enfants.
Appartenant à une famille légitimiste,  il est neveu de Louis Le Roy de La Potherie, et le frère de Théodore de Quatrebarbes.
Pendant la Révolution française, malgré une vente nationale qui ne fut qu'un moyen de sauver l'héritage de cette famille, le domaine de la Sionnière est resté la propriété et la demeure des Quatrebarbes. Le château et ses caves subirent le pillage des bataillons de la Nièvre et du Calvados qui y logeaient, le 11 septembre 1794.
- En gras, les marquis de Quatrebarbes ;

- Hyacinthe--Charles-René, marquis de Quatrebarbes (1759-1835) ∞ Marie Leroy de La Potherie
  - Hyacinthe-René, marquis de Quatrebarbes (1785-1857) ∞ Catherine Gauché de Princé (1791-1847), dont :
    - Louis Hyacinthe, marquis de Quatrebarbes (1811-1879) ∞ Hermine Marie Joséphine Jousseaume de la Bretesche
      - Bernard, comte de Quatrebarbes (1840-1867)
      - Louis-Marie de Quatrebarbes, marquis de Quatrebarbes (1854-1930)

    - Marie Pauline (1812-?) ∞ Pierre Georges, comte d'Héliand
      - Georges d'Héliand, zouave pontifical, décédé en 1860

    - Marie Clotidle (1814-1831)
    - Xavier François Charles (1815-?)
    - Marie (1817-?)
    - Marie Thérèse (1819-1880)  ∞ Zacharie du Réau de La Gaignonnière
      - Zacharie, zouave pontifical

    - Charles Philippe Jean Urbain (1824-?) ∞ Elisabeth Agathe Charlotte de Bailly

  - Claire (1794-1869)
  - Théodore, comte de Quatrebarbes, (1803-1871)

## Sources
- Michel Denis, Les royalistes de la Mayenne, p. 47, 153 et 218